# کالوم وودز
کالوم وودز (انگلیسی: Calum Woods؛ زادهٔ ۵ فوریهٔ ۱۹۸۷) بازیکن فوتبال اهل بریتانیا است.
از باشگاه‌هایی که در آن بازی کرده‌است می‌توان به باشگاه فوتبال پرستون نورث اند، باشگاه فوتبال لیورپول، و باشگاه فوتبال هادرزفیلد تاون اشاره کرد.